# Raucoules
Raucoules est une commune française située à l'est du département de la Haute-Loire en région Auvergne-Rhône-Alpes.
Sur le plan historique et culturel, la commune fait partie du Velay.
Exposée à un climat de montagne, elle est drainée par la Dunières et par divers autres petits cours d'eau.
Raucoules est une commune rurale qui compte 947 habitants en 2022. Ses habitants sont appelés les Raucoulois ou Raucouloises.

## Géographie

### Localisation
La commune de Raucoules se trouve dans le département de la Haute-Loire, en région Auvergne-Rhône-Alpes.
Elle se situe à 45 km par la route du Puy-en-Velay, préfecture du département, à 19 km d'Yssingeaux, sous-préfecture, et à 9 km de Tence, bureau centralisateur du canton des Boutières dont dépend la commune depuis 2015 pour les élections départementales.
Les communes les plus proches sont : 
Montfaucon-en-Velay (1,5 km), Dunières (5,0 km), Montregard (5,2 km), Lapte (6,1 km), Saint-Pal-de-Mons (6,7 km), Chenereilles (6,9 km), Sainte-Sigolène (7,8 km), Tence (8,2 km).
|       | Saint-Pal-de-Mons | Dunières            |
| Lapte | Raucoules         | Montfaucon-en-Velay |
|       | Tence             | Montregard          |

### Géologie et relief
La superficie cadastrale de la commune publiée par l’Insee et qui sert de références dans toutes les statistiques, est de 21,0 km2,. La surface géographique, issue de la BD Topo, composante du référentiel à grande échelle produit par l'Institut national de l'information géographique et forestière (IGN) français, est quant à elle de 21,01 km2. Son territoire est relativement accidenté puisque le dénivelé maximal atteint 285 mètres. L'altitude du territoire varie entre 630 m et 915 m.
La commune est située dans la région géologique du Massif central. L'ensemble des terrains affleurants de la commune sont issus de l'ère géologique Paléozoïque et les roches sont plutoniques,.

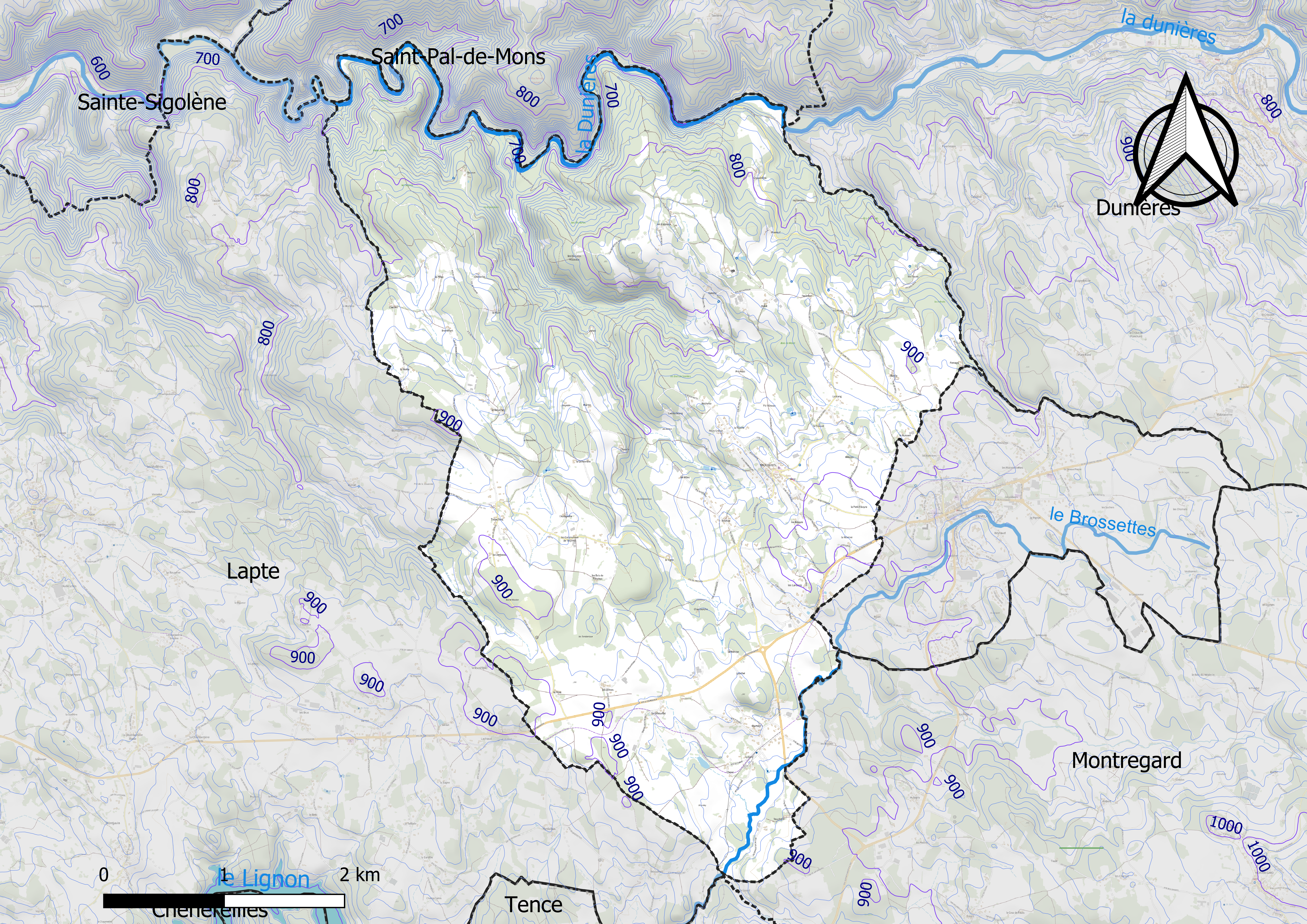
Carte du relief de Raucoules.
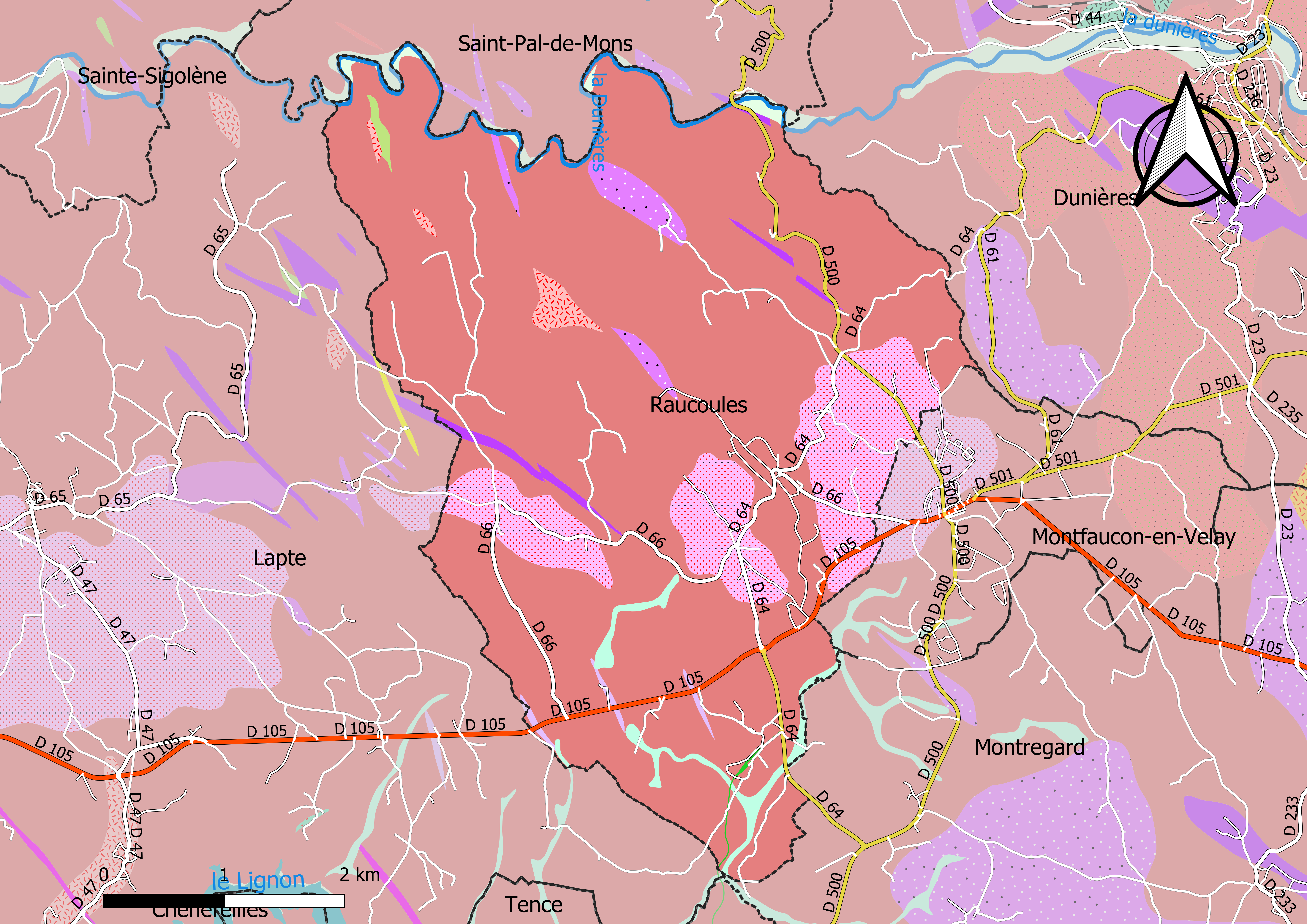
Carte géologique vectorisée et harmonisée de Raucoules.

|  | Fz :   | Formations alluviales - alluvions modernes                                    |
|  | Fy-z : | Formations alluviales - alluvions anciennes et modernes indifférenciées       |
|  | 𝓐γ :   | Produits in situ d'altération météorique - arènes granitiques indifférenciées |

|  | r1ρ :   | Microgranite à faciès de rhyolite, en filons (Autunien)                     |
|  | r1LγV : | Leucogranite à deux micas et localement cordiérite, post-vellave (Autunien) |

|  | h5LγcV :   | Dôme anatectique du Velay - Leucogranite à biotite et cordiérite, localement riche en enclaves (Stéphanien : environ 300 Ma)       |
|  | h5hγbcV :  | Dôme anatectique du Velay - Granite hétérogène à biotite et cordiérite prismatique et~ou en cocardes (Stéphanien : environ 300 Ma) |
|  | h2-3pγ3V : | Granites porphyroïdes à biotite péri- et intra-Velay (Viséen-Namurien : 315-335 Ma)                                                |

|  | UIGζξ : | UIG (Unité Inférieure des Gneiss) : Paragneiss et micaschistes à biotite, sillimanite, et localement grenat, staurotide ou disthène |

### Hydrographie

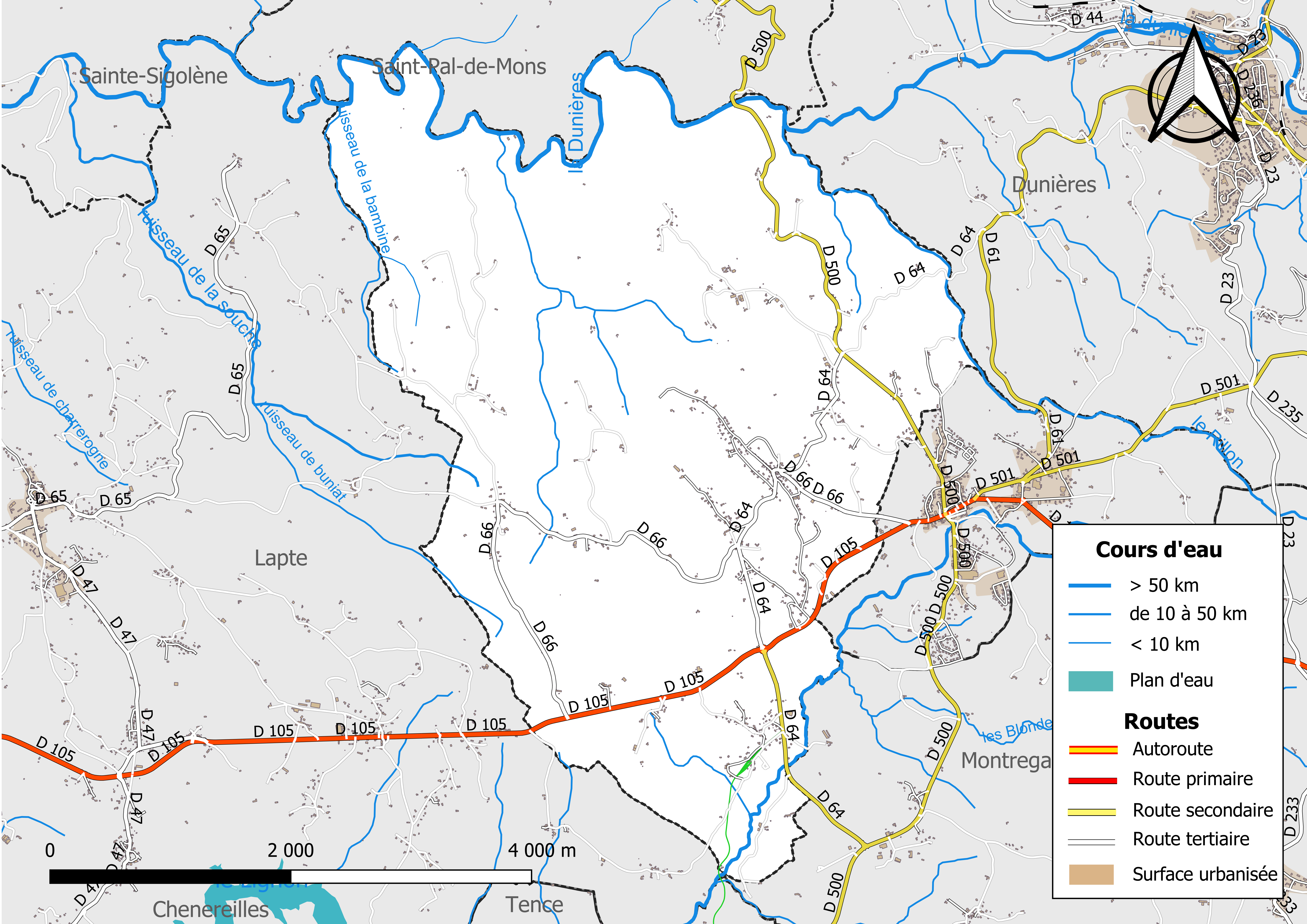
Réseaux hydrographique et routier de Raucoules.

La commune est dans le bassin Allier-Loire amont, au sein du bassin hydrographique Loire-Bretagne. Elle est drainée par la Dunières, le ruisseau de la Bambine et par divers petits cours d'eau.
La Dunières, d'une longueur totale de 42,2 km, prend sa source dans la commune de Saint-Régis-du-Coin. Elle traverse la commune et se jette dans le Lignon du Velay à Saint-Maurice-de-Lignon, après avoir traversé 10 communes.
La ruisseau de la Bambine, d'une longueur totale de 2,6 km, prend sa source dans la commune. Elle traverse la commune et se jette dans la Dunières dans la commune, après avoir traversé 2 communes.

### Climat
Pour des articles plus généraux, voir Climat d'Auvergne-Rhône-Alpes et Climat de la Haute-Loire.
En 2010, le climat de la commune est de type climat de montagne, selon une étude du Centre national de la recherche scientifique s'appuyant sur une série de données couvrant la période 1971-2000. En 2020, Météo-France publie une typologie des climats de la France métropolitaine dans laquelle la commune est exposée à un climat de montagne ou de marges de montagne et est dans la région climatique Sud-est du Massif Central, caractérisée par une pluviométrie annuelle de 1 000 à 1 500 mm, minimale en été, maximale en automne.
Pour la période 1971-2000, la température annuelle moyenne est de 8,7 °C, avec une amplitude thermique annuelle de 16,2 °C. Le cumul annuel moyen de précipitations est de 1 011 mm, avec 10,4 jours de précipitations en janvier et 7 jours en juillet. Pour la période 1991-2020, la température moyenne annuelle observée sur la station météorologique de Météo-France la plus proche, « Saint-Romain-Lachalm », sur la commune de Saint-Romain-Lachalm à 9 km à vol d'oiseau, est de 9,2 °C et le cumul annuel moyen de précipitations est de 923,5 mm,. Pour l'avenir, les paramètres climatiques de la commune estimés pour 2050 selon différents scénarios d'émission de gaz à effet de serre sont consultables sur un site dédié publié par Météo-France en novembre 2022.

### Paysages
L'Auvergne-Rhône-Alpes est divisée en neuf unités paysagères, la commune de Raucoules partie de l'une d'entre eux, « Les campagnes d'altitude »,, il s'agit d'un paysage caractéristique de la région. Les plateaux ont un altitude comprise entre 500
et 1 000 mètres et ce sont des territoires dédiés à l’élevage.

### Milieux naturels et biodiversité
Aucun espace naturel présentant un intérêt patrimonial n'est recensé sur la commune dans l'inventaire national du patrimoine naturel,,.

## Urbanisme

### Typologie
Au 1er janvier 2024, Raucoules est catégorisée commune rurale à habitat dispersé, selon la nouvelle grille communale de densité à sept niveaux définie par l'Insee en 2022.
Elle est située hors unité urbaine et hors attraction des villes,.

### Occupation des sols
L'occupation des sols de la commune, telle qu'elle ressort de la base de données européenne d’occupation biophysique des sols Corine Land Cover (CLC), est marquée par l'importance des territoires agricoles (51,7 % en 2018), une proportion sensiblement équivalente à celle de 1990 (52,2 %). La répartition détaillée en 2018 est la suivante : 
forêts (48,2 %), prairies (38,6 %), zones agricoles hétérogènes (13,1 %), zones urbanisées (0,1 %). L'évolution de l’occupation des sols de la commune et de ses infrastructures peut être observée sur les différentes représentations cartographiques du territoire : la carte de Cassini (XVIIIe siècle), la carte d'état-major (1820-1866) et les cartes ou photos aériennes de l'IGN pour la période actuelle (1950 à aujourd'hui).

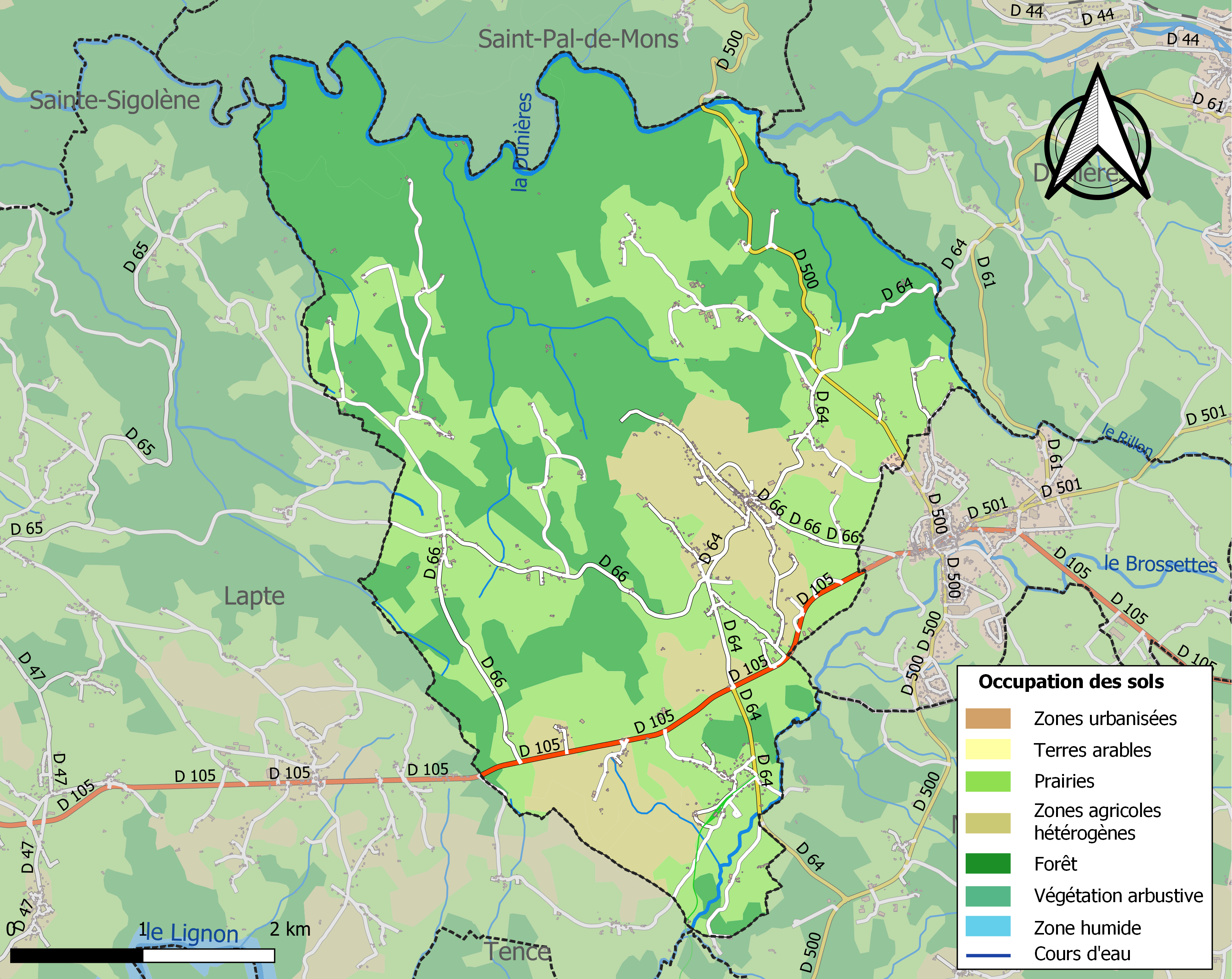
Carte des infrastructures et de l'occupation des sols de la commune en 2018 (CLC).
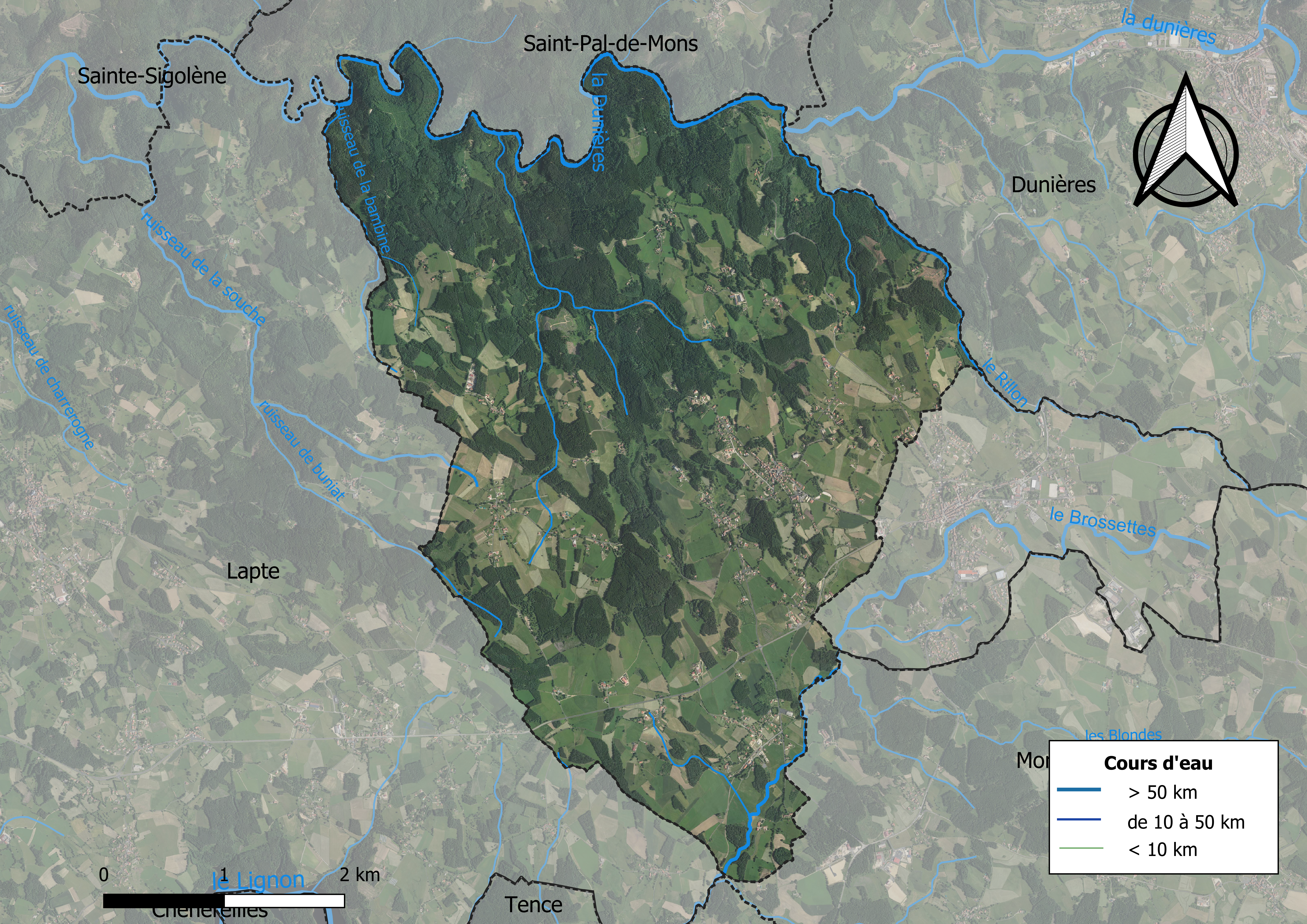
Carte orthophotographique de la commune.

### Lieux-dits, hameaux et écarts

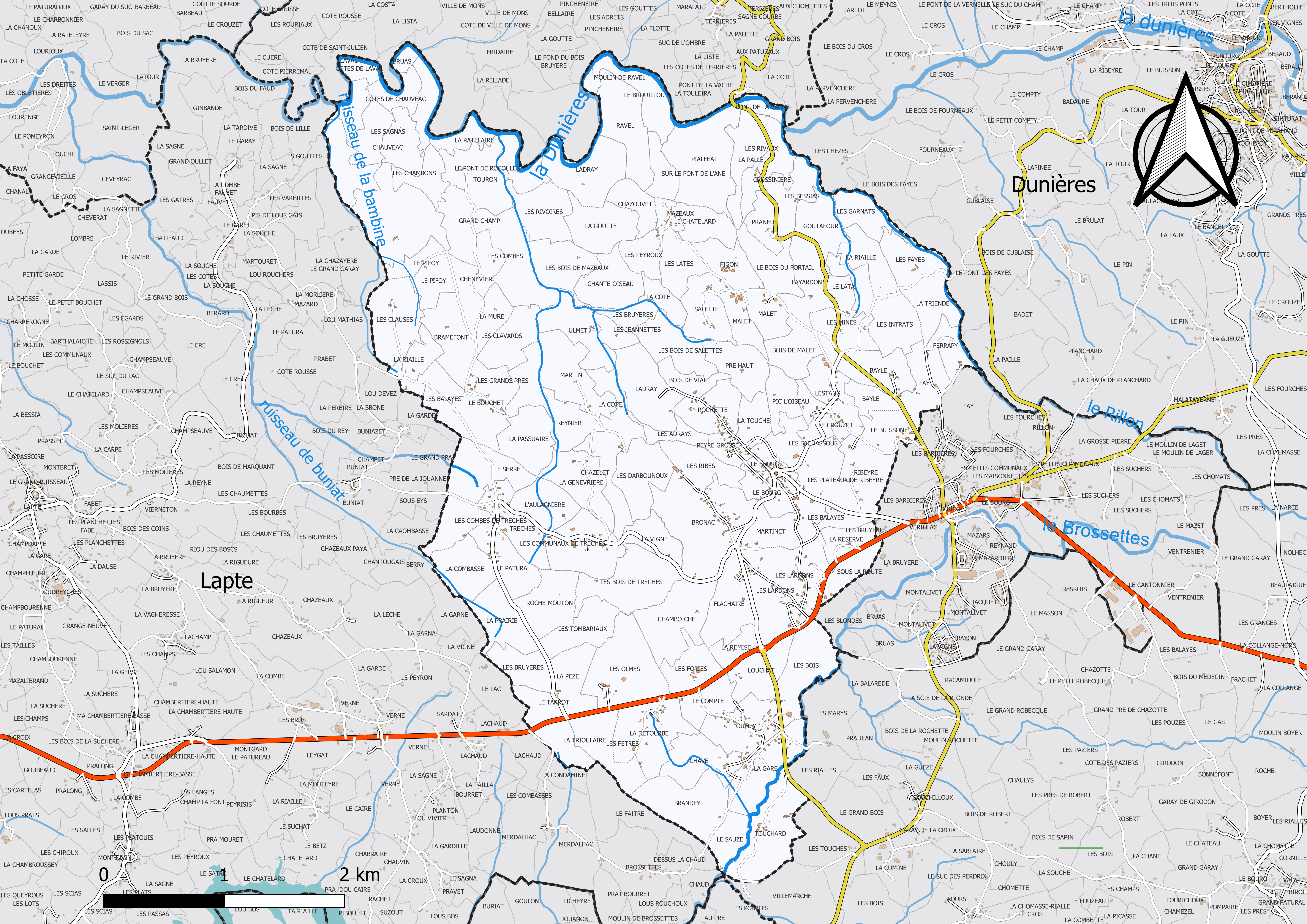
Cadastre et lieux-dits de Raucoules.

On compte 16 lieux-dits habités sur le territoire communal : la Détourbe, Martin, les Olmes, Trèches, les Flachaires, Oumey, la Gare, les Lardons (lotissement), Peyregrosse (lotissement), Rochette, Bronac, la Genevrière, Chazelet, le Bouchet, les Mazeaux et Bayle.

### Habitat et logement
En 2018, le nombre total de logements dans la commune était de 493, alors qu'il était de 474 en 2013 et de 453 en 2008.
Parmi ces logements, 74,9 % étaient des résidences principales, 15,4 % des résidences secondaires et 9,7 % des logements vacants. Ces logements étaient pour 92,3 % d'entre eux des maisons individuelles et pour 7,7 % des appartements.
Le tableau ci-dessous présente la typologie des logements à Raucoules en 2018 en comparaison avec celle de la Haute-Loire et de la France entière. Une caractéristique marquante du parc de logements est ainsi une proportion de résidences secondaires et logements occasionnels (15,4 %) inférieure à celle du département (16,1 %) mais supérieure à celle de la France entière (9,7 %). Concernant le statut d'occupation de ces logements, 79,1 % des habitants de la commune sont propriétaires de leur logement (78,9 % en 2013), contre 70 % pour la Haute-Loire et 57,5 pour la France entière.
| Typologie                                               | Raucoules | Haute-Loire | France entière |
| ------------------------------------------------------- | --------- | ----------- | -------------- |
| Résidences principales (en %)                           | 74,9      | 71,5        | 82,1           |
| Résidences secondaires et logements occasionnels (en %) | 15,4      | 16,1        | 9,7            |
| Logements vacants (en %)                                | 9,7       | 12,4        | 8,2            |

### Planification de l'aménagement

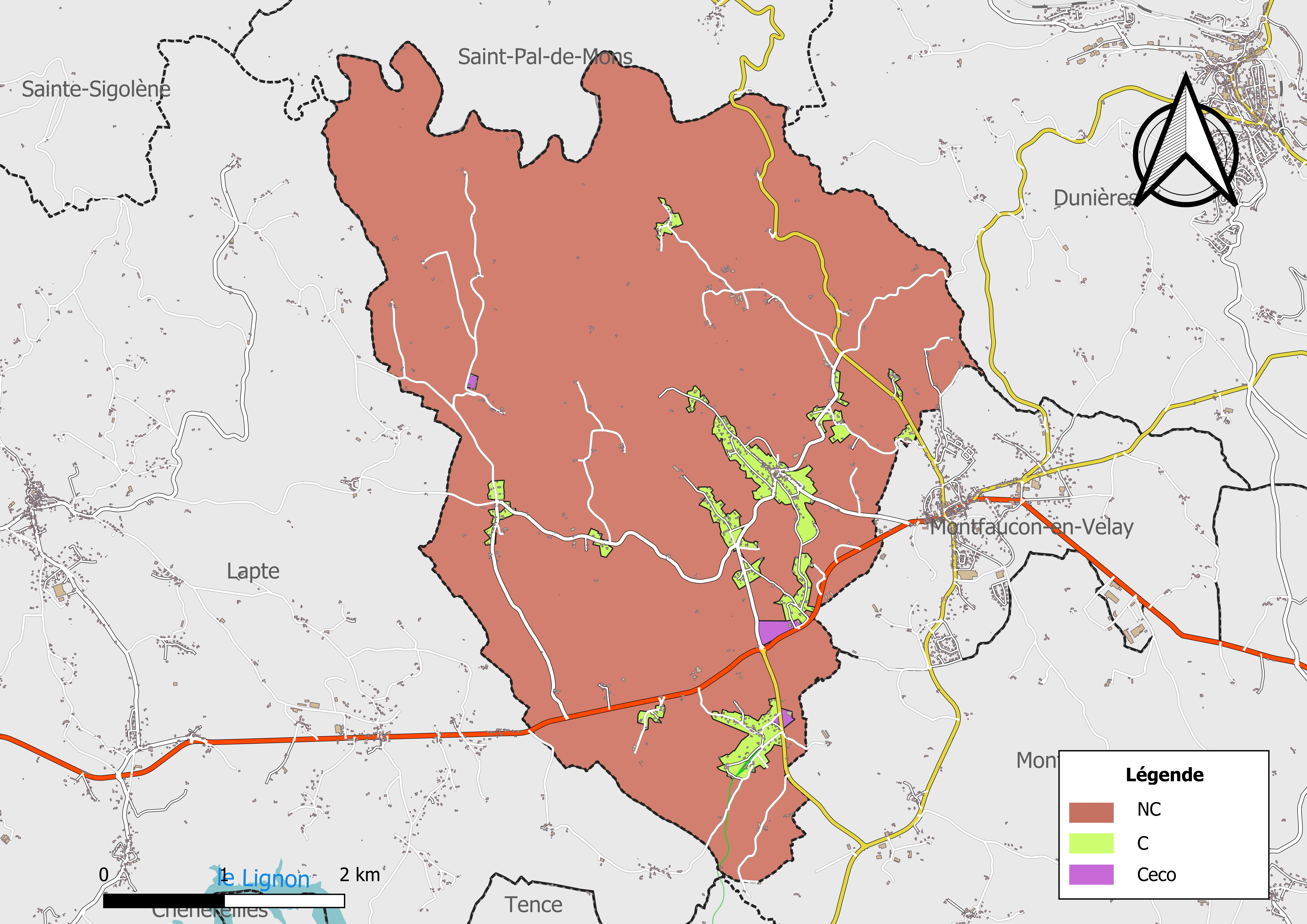
Carte du zonage de la carte communale.

La loi SRU du 13 décembre 2000 a incité fortement les communes à se regrouper au sein d'un établissement public, pour déterminer les parties d'aménagement de l'espace au sein d'un schéma de cohérence territoriale (SCoT), un document essentiel d'orientation stratégique des politiques publiques à une grande échelle. La commune est dans le territoire du SCOT  de la Jeune-Loire, approuvé le 4 décembre 2008 sur un territoire de 44 communes.
En matière de planification, la commune dispose d'une carte communale approuvée le 12 juin 2017. Le zonage réglementaire et le règlement associé peuvent être consultés sur le géoportail de l'urbanisme.

### Voies de communication et transports

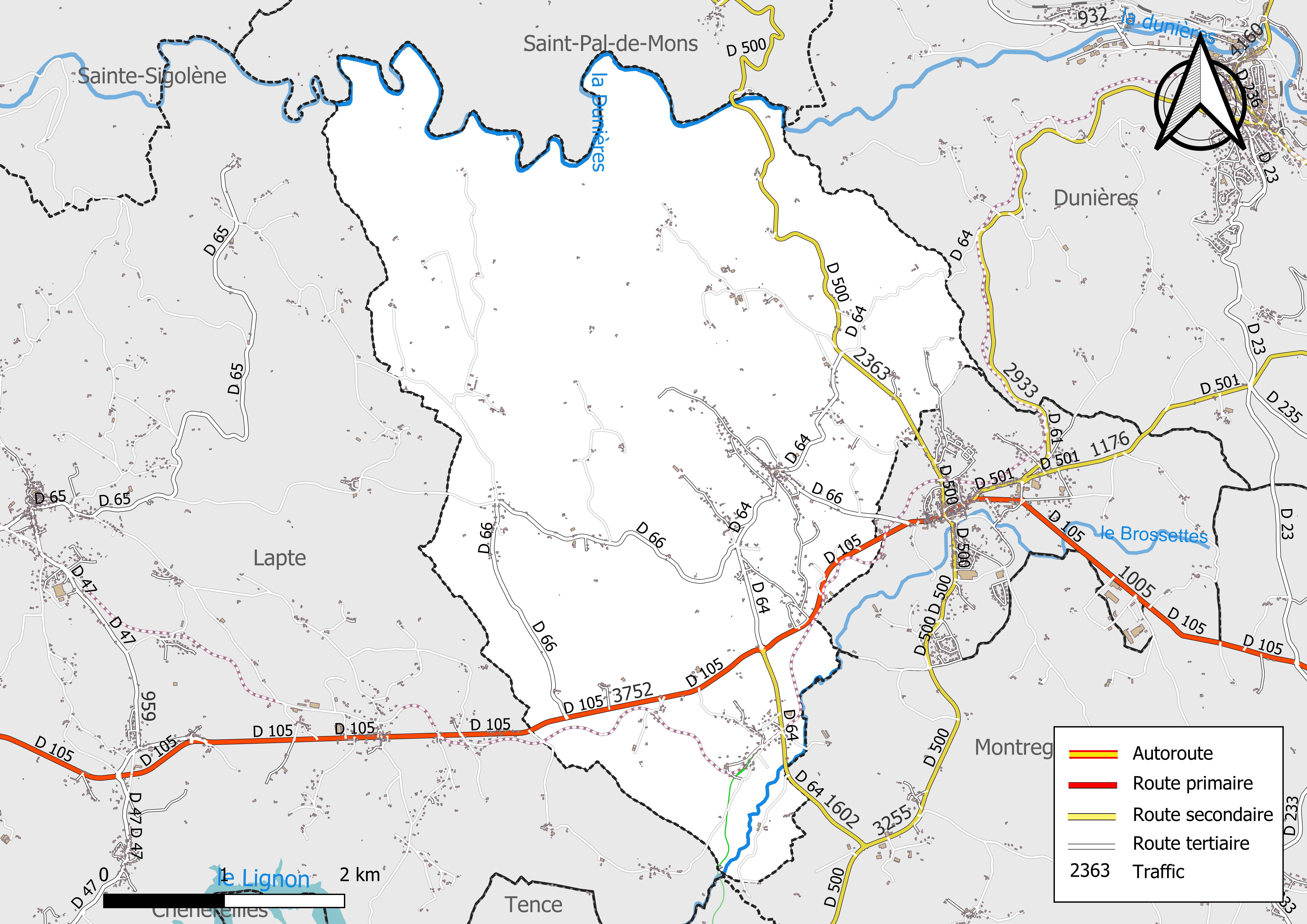
Réseau routier principal de la commune de Raucoules (avec indication du trafic routier).

#### Voies de communication
La commune est traversée par quatre voies routières départementales : la RD105, la RD500, la RD64 et la RD66.
La RD105 est une voie historique. Il s'agit de l’ancienne RN 105 déclassée en 1972 dont la dénomination et le tracé ont évolué avec le temps. Elle supporte en 2023 un trafic de 3 993 véhicules/jour et relie Yssingeaux à Montfaucon-en-Velay. La voie est située au sud de la commune et suit un axe est-ouest.
La RD500 est également une voie historique. Il s'agit de l’ancienne RN 500 déclassée en 1972. Elle supportait en 2021 un trafic de 2 509 véhicules/jour et relie historiquement Firminy à Chateauneuf-de-Randon.

#### Transports
La commune est traversée par 2 lignes du réseau régional : H39 et H40.

### Risques majeurs
Le territoire de la commune de Raucoules est vulnérable à différents aléas naturels : inondations, climatiques (grand froid ou canicule), tempête, feux de forêts, mouvements de terrains et séisme (sismicité modérée),.

#### Risques naturels
Les mouvements de terrains susceptibles de se produire sur la commune sont soit des chutes de blocs, soit des glissements de terrains, soit des mouvements liés au retrait-gonflement des argiles. Près de 20 % de la superficie du département est concernée par l'aléa retrait-gonflement des argiles, dont la commune de Raucoules.

#### Risque particulier
Dans plusieurs parties du territoire national, le radon, accumulé dans certains logements ou autres locaux, peut constituer une source significative d’exposition de la population aux rayonnements ionisants. Toutes les communes du département sont concernées par le risque radon à un niveau plus ou moins élevé. Selon la classification de 2018, la commune de Raucoules est classée en zone 3, à savoir zone à potentiel radon significatif,.

## Toponymie
Le nom Raucoules serait apparu pour la première fois en 1024 avec comme mention Parochia S. Stephani de Rocolas puis au XIe siècle avec Ecclesia S. Stephani de Rocolis et Ecclesia de Roculas. En 1303 paraît la mention Villa de Recolis et Parochia de Roucolis en 1393.
Le nom de la ville Rocoules apparaît en 1793 puis Raucoules en 1801. Raucoules est le nom officiel de la ville depuis 1986.
Rocolàs en vivaro-alpin.

## Histoire

### Moyen Âge
Raucoules est partagée, à partir de 1313, entre le prieur de Grazac et le Seigneur de Saussac à la suite d'un désaccord. Elle appartient avant cette date au prieur de Grazac.

### Révolution française et Empire

#### Nouvelle organisation territoriale
Avant 1790, Raucoules fait partie de l'ancienne province française du Languedoc, elle-même comprise dans le pays d'état du Velay
Le décret de l'Assemblée Nationale du 12 novembre 1789 décrète « il y aura une municipalité dans chaque ville, bourg, paroisse ou communauté de campagne ». La municipalité de Rocoules est rattachée au canton de Mont Faucon et au district de Monistrol. Mathieu Michel devient le premier maire de la commune. Le terme « commune », au sens de l’administration territoriale actuelle, est imposé par le décret de la Convention nationale du 10 brumaire an II (31 octobre 1793) : « La Convention nationale, sur la proposition d’un membre, décrète que toutes les dénominations de ville, bourg ou village sont supprimées et que celle de commune leur est substituée ». Ainsi la municipalité de Rocoules devient formellement « commune de Rocoules » en 1793.
Les cantons sont supprimés, en tant que découpage administratif, par une loi du 26 juin 1793, et ne conservent qu'un rôle électoral, permettant l’élection des électeurs du second degré chargés de désigner les députés,. La Constitution du 5 fructidor an III, appliquée à partir de vendémiaire an IV (1795) supprime les districts, considérés comme des rouages administratifs liés à la Terreur, mais maintient les cantons qui acquièrent dès lors plus d'importance en retrouvant une fonction administrative. Raucoules est alors rattachée au canton de Montfaucon et à l'Arrondissement d'Yssingeaux par arrêté du 9 vendémiaire an X (1er octobre 1801),. Cette organisation va rester inchangée pendant près de 150 ans.

### Époque contemporaine
Le monument aux morts de la commune porte les noms de ses enfants tombés aux champs d'honneur lors de la Première Guerre mondiale (3 morts) et 3 lors de la seconde

## Politique et administration

### Découpage territorial
La commune de Raucoules est membre de la communauté de communes du Pays de Montfaucon, un établissement public de coopération intercommunale (EPCI) à fiscalité propre créé le 23 décembre 1996 dont le siège est à Montfaucon-en-Velay. Ce dernier est par ailleurs membre d'autres groupements intercommunaux.
Sur le plan administratif, elle est rattachée à l'arrondissement d'Yssingeaux, au département de la Haute-Loire, en tant que circonscription administrative de l'État, et à la région Auvergne-Rhône-Alpes.
Sur le plan électoral, elle dépend du canton des Boutières pour l'élection des conseillers départementaux, depuis le redécoupage cantonal de 2014 entré en vigueur en 2015, et de la première circonscription de la Haute-Loire  pour les élections législatives, depuis le redécoupage électoral de 1986.

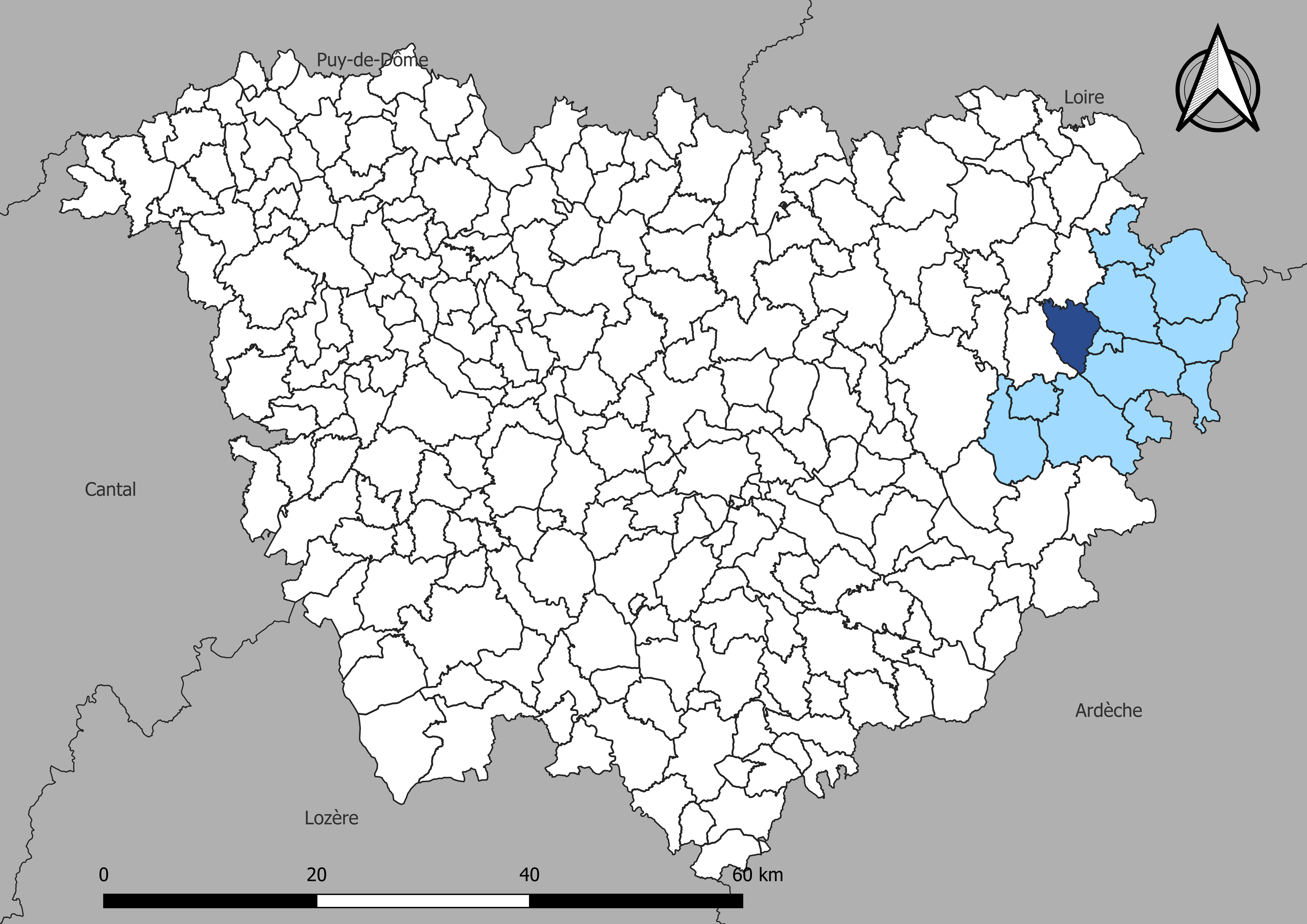
Raucoules dans le canton de Boutières.
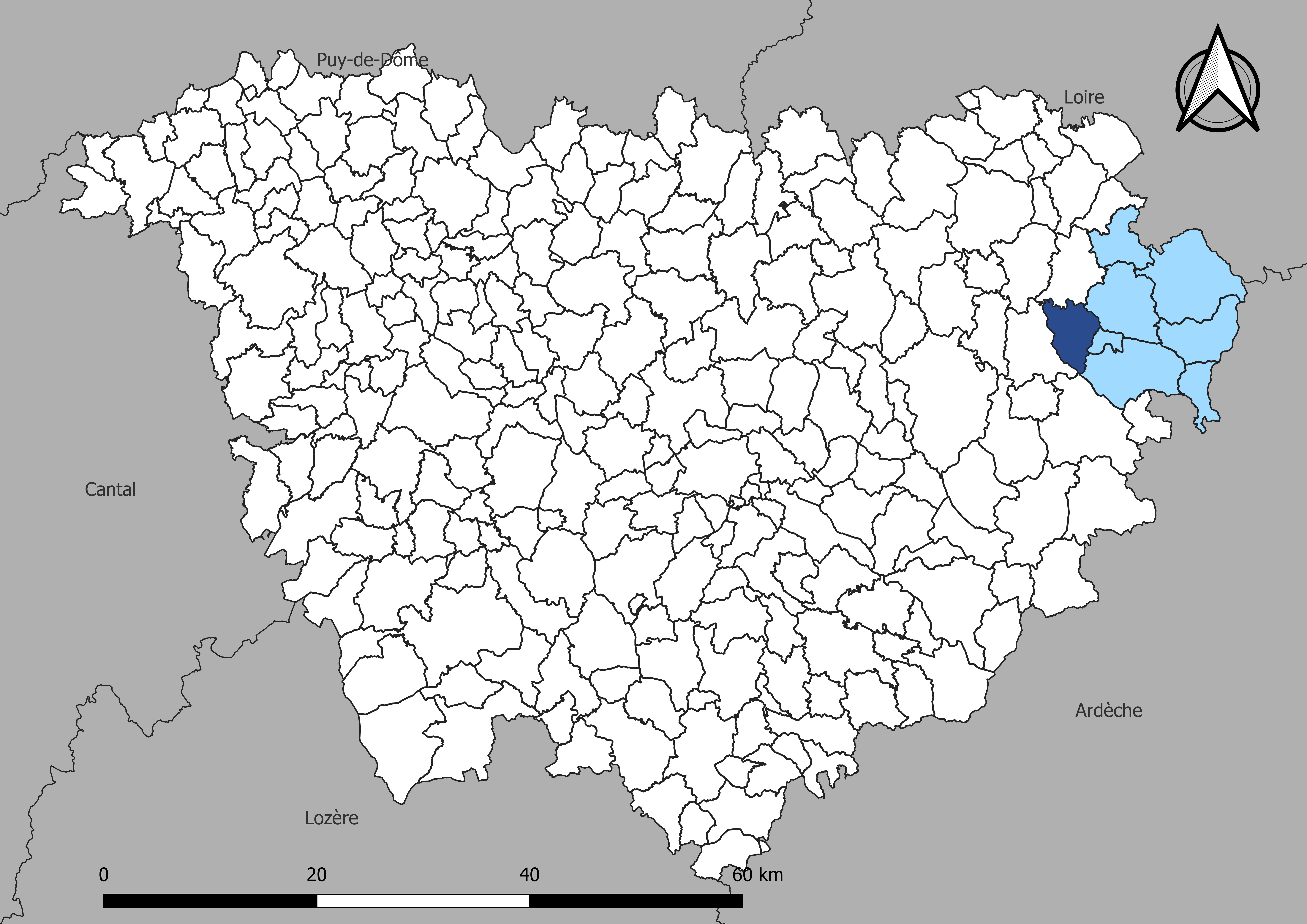
Raucoules dans la communauté de communes du Pays de Montfaucon.
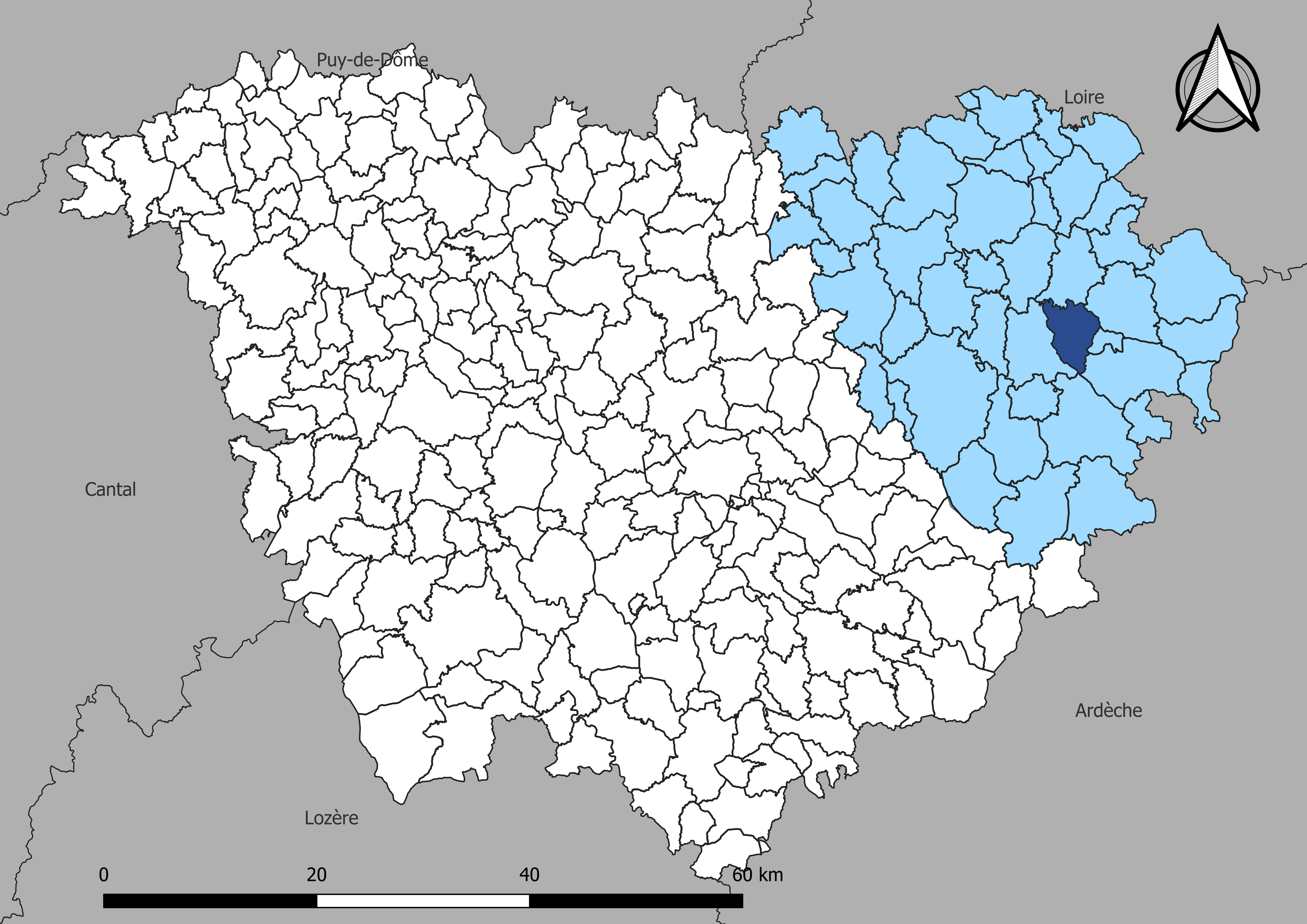
Raucoules dans l'arrondissement d'Yssingeaux.

### Élections municipales et communautaires

#### Élections de 2020
Le conseil municipal de Raucoules, commune de moins de 1 000 habitants, est élu au scrutin majoritaire plurinominal à deux tours avec candidatures isolées ou groupées et possibilité de panachage. Compte tenu de la population communale, le nombre de sièges à pourvoir lors des élections municipales de 2020 est de 15. La totalité des quinze candidats en lice est élue dès le premier tour, le 15 mars 2020, avec un taux de participation de 63,85 %.
Bernard Souvignet, maire sortant, est réélu pour un nouveau mandat le 25 mai 2020.
Dans les communes de moins de 1 000 habitants, les conseillers communautaires sont désignés parmi les conseillers municipaux élus en suivant l’ordre du tableau (maire, adjoints puis conseillers municipaux) et dans la limite du nombre de sièges attribués à la commune au sein du conseil communautaire. Deux sièges sont attribués à la commune au sein de la communauté de communes du Pays de Montfaucon.

### Finances communales
La commune de Raucoules faisant partie d'un établissement public de coopération intercommunale à fiscalité propre, la communauté de communes du Pays de Montfaucon, son budget ne reflète qu'imparfaitement la réalité de la fiscalité locale en raison des transferts de dépenses de fonctionnement et d'investissement vers l'EPCI, d'une part, et de la perception par l'intercommunalité du produit de la fiscalité professionnelle (la contribution économique territoriale), d'autre part. Ainsi, diverses ressources fiscales sont prélevées au niveau communautaire, et de nombreuses dépenses sont également effectuées à ce niveau.
En 2020, le budget communal s'équilibrait à 1 034 000 € dont 534 000 € en section de fonctionnement et 500 000 € en investissement. La part d'impôts locaux dans les produits de fonctionnement s'établissait à 40,96%, contre 41,87 % pour la strate de communes équivalente, avec des taux d'imposition fixés à 7,80 % pour la taxe d'habitation (y compris THLV), 12,58 % et 64,27 % pour la taxe foncière sur le bâti et le non-bâti. Par ailleurs l’encours de la dette communale s’établit à 549 €/habitant contre 600 €/habitant pour la strate.

### Jumelages
Raucoules n'est jumelée avec aucune commune.

## Équipements et services publics

### Eau et déchets

#### Tarif de l'eau
En 2018, le prix de l'eau potable était de 2,13 €/m3 tandis que celui de l'assainissement collectif était de 2,26 €/m3 soit un tarif global de 1,14 €/m3 décomposé en 65,1 % pour l'eau potable et 34,9 % pour l'assainissement collectif.
Concernant l'assainissement individuel, le prix de contrôle était de 119,00 € en 2019.

### Enseignement
Les établissements d'enseignement de la ville de Raucoules relèvent de l'académie de Clermont-Ferrand (zone A).
La commune possède une école privée, l'école Saint-Joseph qui compte 4 classes et 84 élèves,.

### Santé
L'hôpital le plus proche est celui d'Yssingeaux,. Le « Centre Hospitalier Jacques Barrot » est divisé en trois pôles, le sanitaire (réanimation, soins palliatifs, dialyse, etc.), l'hébergement médico-social (EHPAD, Alzheimerien, etc.) et enfin, le pôle domicile proposant des services d'infirmiers à domicile

### Justice
Dans le domaine judiciaire, Raucoules relève : 
- du tribunal judiciaire, du tribunal pour enfants, du conseil de prud'hommes et du tribunal de commerce du Puy-en-Velay ;
- de la cour d'appel de Riom;
- du tribunal administratif de Clermont-Ferrand ;
- de la cour administrative d'appel de Lyon.

## Population et société

### Démographie

#### Évolution démographique
L'évolution du nombre d'habitants est connue à travers les recensements de la population effectués dans la commune depuis 1793. Pour les communes de moins de 10 000 habitants, une enquête de recensement portant sur toute la population est réalisée tous les cinq ans, les populations de référence des années intermédiaires étant quant à elles estimées par interpolation ou extrapolation. Pour la commune, le premier recensement exhaustif entrant dans le cadre du nouveau dispositif a été réalisé en 2004.

En 2022, la commune comptait 947 habitants, en évolution de +3,72 % par rapport à 2016 (Haute-Loire : +0,36 %, France hors Mayotte : +2,11 %).
| 1793  | 1800  | 1806  | 1821  | 1831  | 1836  | 1841  | 1846  | 1851  |
| ----- | ----- | ----- | ----- | ----- | ----- | ----- | ----- | ----- |
| 1 164 | 1 202 | 1 173 | 1 356 | 1 392 | 1 377 | 1 363 | 1 404 | 1 330 |

| 1856  | 1861  | 1866  | 1872  | 1876  | 1881  | 1886  | 1891  | 1896  |
| ----- | ----- | ----- | ----- | ----- | ----- | ----- | ----- | ----- |
| 1 301 | 1 300 | 1 276 | 1 224 | 1 310 | 1 304 | 1 409 | 1 382 | 1 371 |

| 1901  | 1906  | 1911  | 1921  | 1926  | 1931 | 1936 | 1946 | 1954 |
| ----- | ----- | ----- | ----- | ----- | ---- | ---- | ---- | ---- |
| 1 300 | 1 301 | 1 345 | 1 124 | 1 017 | 944  | 972  | 929  | 760  |

| 1962 | 1968 | 1975 | 1982 | 1990 | 1999 | 2004 | 2006 | 2009 |
| ---- | ---- | ---- | ---- | ---- | ---- | ---- | ---- | ---- |
| 720  | 675  | 632  | 588  | 684  | 751  | 827  | 832  | 874  |

| 2014 | 2019 | 2022 | - | - | - | - | - | - |
| ---- | ---- | ---- | - | - | - | - | - | - |
| 910  | 940  | 947  | - | - | - | - | - | - |

#### Pyramide des âges
En 2021, le taux de personnes d'un âge inférieur à 30 ans s'élève à 36,9 %, soit au-dessus de la moyenne départementale (30,5 %). À l'inverse, le taux de personnes d'âge supérieur à 60 ans est de 21,8 % la même année, alors qu'il est de 32,2 % au niveau départemental.
En 2021, la commune comptait 497 hommes pour 447 femmes, soit un taux de 52,65 % d'hommes, légèrement supérieur au taux départemental (49,20 %).
Les pyramides des âges de la commune et du département s'établissent comme suit :
| Hommes | Classe d’âge | Femmes |
| ------ | ------------ | ------ |
| 0,6    | 90 ou +      | 0,9    |
| 6,2    | 75-89 ans    | 7,5    |
| 15,4   | 60-74 ans    | 12,8   |
| 22,9   | 45-59 ans    | 25,3   |
| 16,9   | 30-44 ans    | 17,8   |
| 16,1   | 15-29 ans    | 17,9   |
| 21,9   | 0-14 ans     | 17,7   |

| Hommes | Classe d’âge | Femmes |
| ------ | ------------ | ------ |
| 0,9    | 90 ou +      | 2,5    |
| 8,4    | 75-89 ans    | 11,7   |
| 20,4   | 60-74 ans    | 20,5   |
| 21,3   | 45-59 ans    | 20,3   |
| 16,8   | 30-44 ans    | 16,3   |
| 15,2   | 15-29 ans    | 13,2   |
| 17     | 0-14 ans     | 15,6   |

### Médias

#### Radio
Plusieurs chaînes de radio peuvent être reçues dans la commune, parmi lesquelles (classement en fonction de la fréquence d'émission) :
- M Radio (87.6 FM) ;
- Radio Scoop (88.2 FM) ;
- France Culture (88.8 FM) ;
- Sud Radio (91.0 FM) ;
- France Musique (92.4 et 92.8 FM) ;
- Europe 1 (94.1 FM) ;
- Virgin Radio Haute-Loire (96.6 FM) ;
- France Inter (99.3 et 99.8 FM) ;
- FM 43 (102.0 FM) ;
- France Info (103.4 FM) ;
- NRJ Haute-Loire (103.7 FM) ;
- RMC (106.0 FM)

## Économie

### Revenus
En 2018, la commune compte 364 ménages fiscaux, regroupant 945 personnes. La médiane du revenu disponible par unité de consommation est de 20 330 € (20 800 € dans le département).

### Emploi
| Division       | 2008  | 2013  | 2018  |
| -------------- | ----- | ----- | ----- |
| Commune        | 4,7 % | 6,4 % | 4,6 % |
| Département    | 6,3 % | 7,7 % | 7,7 % |
| France entière | 8,3 % | 10 %  | 10 %  |

En 2018, la population âgée de 15 à 64 ans s'élève à 603 personnes, parmi lesquelles on compte 77,3 % d'actifs (72,7 % ayant un emploi et 4,6 % de chômeurs) et 22,7 % d'inactifs,. Depuis 2008, le taux de chômage communal (au sens du recensement) des 15-64 ans est inférieur à celui de la France et du département.
La commune est hors attraction des villes,. Elle compte 82 emplois en 2018, contre 103 en 2013 et 91 en 2008. Le nombre d'actifs ayant un emploi résidant dans la commune est de 443, soit un indicateur de concentration d'emploi de 18,4 % et un taux d'activité parmi les 15 ans ou plus de 63,3 %.
Sur ces 443 actifs de 15 ans ou plus ayant un emploi, 50 travaillent dans la commune, soit 11 % des habitants. Pour se rendre au travail, 94,4 % des habitants utilisent un véhicule personnel ou de fonction à quatre roues, 0,2 % les transports en commun, 2,3 % s'y rendent en deux-roues, à vélo ou à pied et 3,1 % n'ont pas besoin de transport (travail au domicile).

### Activités hors agriculture
38 établissements sont implantés  à Raucoules au 31 décembre 2019. Le tableau ci-dessous en détaille le nombre par secteur d'activité et compare les ratios avec ceux du département,.
| Secteur d'activité                                                                                        | Commune | Commune | Département |
| Secteur d'activité                                                                                        | Nombre  | %       | %           |
| --- | ------- | ------- | ----------- |
| Ensemble                                                                                                  | 38      |         |             |
| Industrie manufacturière, industries extractives et autres                                                | 10      | 26,3 %  | (14,2 %)    |
| Construction                                                                                              | 6       | 15,8 %  | (13,9 %)    |
| Commerce de gros et de détail, transports, hébergement et restauration                                    | 12      | 31,6 %  | (28,8 %)    |
| Information et communication                                                                              | 3       | 7,9 %   | (1,9 %)     |
| Activités financières et d'assurance                                                                      | 1       | 2,6 %   | (4,4 %)     |
| Activités spécialisées, scientifiques et techniques et activités de services administratifs et de soutien | 3       | 7,9 %   | (11,6 %)    |
| Administration publique, enseignement, santé humaine et action sociale                                    | 2       | 5,3 %   | (13,3 %)    |
| Autres activités de services                                                                              | 1       | 2,6 %   | (8 %)       |

Le secteur du commerce de gros et de détail, des transports, de l'hébergement et de la restauration est prépondérant sur la commune puisqu'il représente 31,6 % du nombre total d'établissements de la commune (12 sur les 38 entreprises implantées  à Raucoules), contre 28,8 % au niveau départemental.
Les deux entreprises ayant leur siège social sur le territoire communal qui génèrent le plus de chiffre d'affaires en 2020 sont : 
- Dantony, charcuterie (1 880 k€)
- Mauchauffee Vanheeghe Industrie, activités des sièges sociaux (105 k€)

### Agriculture
La commune fait partie de la petite région agricole dénommée « Monts du Forez ». En 2010, l'orientation technico-économique de l'agriculture  sur la commune est la production de bovins, orientation élevage et viande.
|                                   | 1988  | 2000 | 2010 |
| --------------------------------- | ----- | ---- | ---- |
| Exploitations                     | 63    | 53   | 36   |
| Superficie agricole utilisée (ha) | 1 009 | 888  | 785  |

Le nombre d'exploitations agricoles en activité et ayant leur siège dans la commune est passé de 53 en 1988 à 53 en 2000 puis à 36 en 2010, soit une baisse de 57 % en 22 ans. Le même mouvement est observé à l'échelle du département qui a perdu pendant cette période 43 % de ses exploitations. La surface agricole utilisée sur la commune a également diminué, passant de 1 009 ha en 1988 à 785 ha en 2010. Parallèlement la surface agricole utilisée moyenne par exploitation a augmenté, passant de 16 à 22 ha.

## Culture locale et patrimoine

### Lieux et monuments

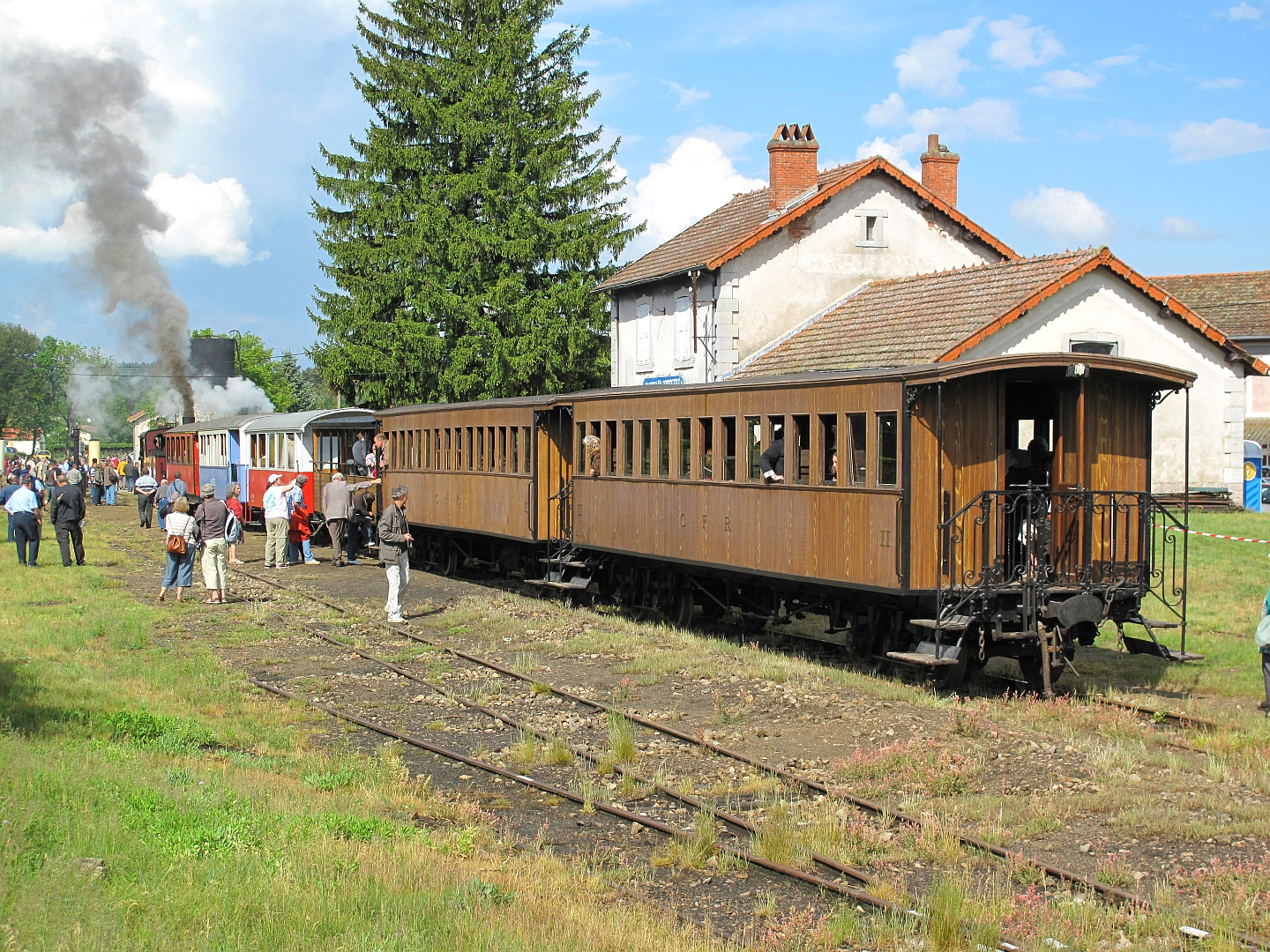
Gare de Raucoules

- L'église de Raucoules est du style néo roman. L'édifice fut construit en 1855 et a un clocher octogonal.
- Gare de Raucoules, point de départ du Velay Express, plus haut train à vapeur de France[80],[81].

### Personnalités liées à la commune
- Adrien Michel (1844-1932), ancien député de la Haute-Loire.